# Georges Mounin
Georges Mounin, pseudonimo di Louis Julien Leboucher (Vieux-Rouen-sur-Bresle, 20 giugno 1910 – Béziers, 10 gennaio 1993), è stato un linguista e insegnante francese.
Docente di linguistica e semiologia all'Université d'Aix-en-Provence. Discepolo di André Martinet e marxista si è occupato di storia della linguistica, semantica, semiologia, teoria della traduzione e relazione tra diversi ambiti d'espressione umana e società in chiave storica, specialmente intorno al Rinascimento italiano.
È stato per molti anni capo redattore della rivista "La Linguistique" (fondata nel 1964 e tuttora attiva).

## Opere
- Avez-vous lu Char?, 1946; n. ed. 1989, su René Char.
- Les Belles infidèles. Essai sur la traduction, 1955; 1994, su traduzione in forma bella e infedele.
- Machiavel, 1958; 1964, su Niccolò Machiavelli.
- Savonarole, 1960, su Girolamo Savonarola.
- Poésie et société, 1962; n. ed. 1968; trad. Carla Coletti, Poesia e società, Genova: Marietti, 1987 ISBN 88-211-6652-X
- Les Problèmes théoriques de la traduction, 1963; 1976.
- La Machine à traduire, 1964.
- Lyrisme de Dante, 1964, su Dante Alighieri.
- Histoire de la linguistique. Des origines au XX siècle, 1967; 1996; trad. Maria Maglione, Storia della linguistica dalle origini al XX secolo, Milano: Feltrinelli, 1968; n. ed. 1989 ISBN 88-07-10116-5
- Traductions et traducteurs; trad. Stefania Morganti, Teoria e storia della traduzione, Torino: Einaudi, 1965. ISBN 88-06-04663-2 ISBN 978-88-06-18120-8
- Ferdinand de Saussure ou le structuraliste sans le savoir, 1968; trad. Edoardo Gasparetto, De Saussure: la vita, il pensiero, i testi esemplari, Milano: Accademia, 1971, su Ferdinand de Saussure.
- Clefs pour la linguistique, 1968; trad. Luciano Pero e Michelangelo Spada, Guida alla linguistica, Milano: Feltrinelli, 1971; 1975 ISBN 88-07-10070-3
- La Communication poétique, précédé de Avez-vous lu Char?, 1969.
- Introduction à la sémiologie, 1970; trad. Nicola Colecchia, Introduzione alla semiologia, Roma: Ubaldini, 1972
- Clefs pour la sémantique, 1972; trad. Michelangelo Spada, Guida alla semantica, Milano: Feltrinelli, 1975
- La Linguistique au XXe siècle, 1972; trad. Bruno Bellotto, Storia della linguistica del XX secolo, Milano: Feltrinelli, 1974; n. ed. 1983 ISBN 88-07-80635-5
- L'Agrammatisme, 1973, con René Tissot e François Lhermitte.
- Dictionnaire de la linguistique, 1974; 1993 (a cura di).
- Linguistique et philosophie, 1975.
- Linguistique et société, 1976.
- Linguistique et traduction, 1976.
- Linguistique et littérature, 1976, con Daniel Le Flem e Jean Darbelnet.
- La Littérature et ses technocraties, 1978.
- Les Sémiologies du texte littéraire, 1978.
- Camarade poète, 1979, 2 voll.
- Franck Venaille, 1982.
- D'un monde à l'autre, 1984.
- Sept poètes et le langage, 1992, su Stéphane Mallarmé, Paul Valéry, André Breton, Paul Éluard, Francis Ponge, René Char e Victor Hugo.
- Travaux pratiques de sémiologie générale, 1994, a cura di Alain Baudot e Claude Tatilon
- La Sémantique, 1997.